# معركة بونتا ستيلو
معركة بونتا ستيلو، وتعرف أيضا باسم معركة كالابريا، هي معركة بحرية جرت إبان الحرب العالمية الثانية في عرض البحر الأبيض المتوسط. في 9 يوليو 1940، تواجهت القوات البحرية الإيطالية مع قوات البحرية البريطانية تساندها القوات الأسترالية قبالة بونتا ستيلو في كالابريا. تبقى نتيجة المعركة غير محددة، هكلا الجانبين يدعي النصر. وتعتبر إحدى المعارك القليلة في حملة المتوسط التي يشترك فيها عدد كبير من السفن من كلا الجانبين.

## خلفية
لم تكُن القوات البريطانية في ليبيا على استعداد تام للقيام بعمليات هجومية عند دخول بريطانيا الحرب العالمية الثانية، فتعين على الأسطول الإيطالي إرسال الكثير من قوافل الإمدادات لتهيئة القوات البريطانية وإعادتها إلى حالة القتال.
في 6 يوليو، غادرت قافلة مؤلفة من أربع سفن تجارية نابولي في طريقها إلى بنغازي، في محاولة لتضليل الحلفاء وجعلهم يظنون أنهم يتجهون إلى طرابلس. في مساء ذلك اليوم التقى اثنان من زوارق الطوربيد من قطانية وسفينة شحن أخرى قبالة مسينة، وفي اليوم التالي انضمت قوة الحراسة إلى القافلة من تارانتو بعد وصول بلاغ بأن الحلفاء غادروا مؤخرًا ميناء الإسكندرية. حملت عمليات النقل قوات تألفت من 2,190 جنديًا، و72 دبابة من نوع فيات إم11\39، و232 مركبة، و10,445 طنًا من الإمدادات، و5,720 طنًا من الوقود. تألفت القوة المرافقة لحراسة القافلة، بقيادة الأدميرال إنيغو كامبيوني، من ثلاث مجموعات. تألفت المجموعة الأولى من ثمانية مدمرات وأربعة زوارق طوربيد، أبحرت مباشرة لحماية سفن الشحن. أبحرت المجموعة الثانية على بعد 35 ميلًا (56 كم) إلى الشرق وتألفت من ستة طرادات ثقيلة وأربع مدمرات أخرى. أخيرًا، ضمّت مجموعة المعارك الرئيسية سفينتين حربيتين (يوليوس قيصر وكونتي دي كافور)، وثماني طرادات خفيفة و16 مدمرة أخرى. لم يشارك عدد كبير من المدمرات الإيطالية في المعركة ويُعزى ذلك إلى المشاكل الميكانيكية والحاجة إلى التزود بالوقود.
في الوقت ذاته، سيّر الحلفاء قافلة مماثلة. أبحر الأسطول من الإسكندرية متجهًا نحو مالطة حيث توفر المدمرات الإمدادات وعدد محدود من التعزيزات المتخصصة. جرى الترتيب لتسيير قافلتين من مخازن الأسطول والمدنيين من مالطة إلى الإسكندرية. أبحرت مجموعتان من السفن التجارية، قافلة سريعة أبحرت بسرعة 13 عقدة (24 كم/ساعة؛ 15 ميلًا في الساعة) وأخرى بطيئة بسرعة 9 عقدة (17 كم/ساعة؛ 10 أميال في الساعة). تألفت قوة الحماية من ثلاث مجموعات من السفن: القوة أ، مع خمسة طرادات مدمرة؛ والقوة ب، مع سفينة وارسبايت الحربية وخمس مدمرات؛ والقوة ج، وهي المجموعة القتالية الرئيسية، مع سفينتي رويال سوفرين ومالايا الحربيتين وحاملة الطرادات إيغل وإحدى عشرة مدمرة. أُرغمت سفينة إمبريال على العودة إلى الإسكندرية بسبب انفجار انبوب بخار في الساعات الأولى من 8 يوليو. تولى الأدميرال أندرو كانينغهام إدارة هذه المجموعات.
في 8 يوليو، وفي تمام الساعة 14:40، رصدت طائرتان إيطاليتان من طراز كانت زي. 506 من طبرق الأسطول البريطاني وظللته لمدة أربع ساعات تقريبًا. أمر الأدميرال كامبيوني أسطوله بالدفاع عن القافلة عن طريق التوجه شرقًا والاستعداد لاتخاذ الإجراءات. بيد أن القيادة العليا الإيطالية ترددت بشأن المخاطرة بسفنها الحربية في مواجهة ليلية، وأمرت الأسطول بتجنب الاشتباك. خلال عمليات تحديد المواقع الأولية، عانى الإيطاليون من مشاكل تقنية أصابت ثلاث مدمرات واثنتين من الطرادات الخفيفة، لذلك جرى استقصاء هذه السفن، بالإضافة إلى مدمرات أخرى، للتزود بالوقود في صقلية. لتعويض هذه الخسائر، جرى استدعاء مجموعة مدمرة أخرى من تارانتو. امتلك الأسطول الإيطالي حتى تلك اللحظة 16 مدمرة.
عانى الحلفاء في الوقت ذاته من مشاكل مختلفة. فتعرض أسطول الحلفاء لهجوم 72 قاذفة قنابل برية تابعة لريجيا ايرونوتيكا (القوات الجوية الملكية الإيطالية) من الساعة 10:00 إلى 18:40. على النقيض من القاذفات الانقضاضية التي يفضلها الألمان، عملت قاذفات القنابل الإيطالية ضمن تشكيلات على مرتفعات عالية خلال المراحل الأولى من الحرب، نحو 12 ألف قدم. في حين أن الإيطاليين أسقطوا عشرات القنابل، كانت قذيفة واحدة على طرادة إتش إم إس غلوستر نتيجة هجومين كبيرين. شكلت تلك الضربة خطرًا على الجسر، وقُتل الكابتن وستة ضباط. علاوة على ذلك، أُصيب ثلاثة ضباط وستة جنود آخرين بجروح. دُمرت أجهزة التحكم ووحدة القصف الأمامية ومعدات التوجيه، وجرت قيادة السفينة لبقية المعركة من محطة الطوارئ.
في الساعة 15:10 من يوم 8 يوليو، اندفع أسطول كونينغهام نحو تارانتو، من أجل قطع طريق العودة بوجه الإيطاليين. عند حلول الغسق، غيّر كونينغهام مساره من 310° إلى 260° وأبطأ سرعة الأسطول. خلال الساعات الأولى من 9 يوليو، اتخذ الأسطول مسار 305° درجة، لتجنب الاستطلاع الجوي الإيطالي مع الاحتفاظ بأسطولهم بين السرب الإيطالي وخليج تارانتو. بحلول الساعة 12:30، كانت القيادة العليا الإيطالية غير مدركة لحالة الأسطول البريطاني. أمر كامبيوني أسطوله بالاندفاع بحلول الساعة 14:00 على بعد 60 ميلًا (97 كم) جنوب شرق كيب سبارتيفينتو بحثًا عن العدو. في نهاية المطاف تلقى كامبيوني تقارير عن الوضع البريطاني في الساعة 13:30، وجرى إطلاق ست طائرات عوامة بعد وقت قصير من رصد الطرادات الإيطالية السفن الحربية البريطانية على مسافة 30 ميلًا أقرب مما بُفترض أن تكون عليه.
بحلول ساعة متأخرة من مساء 8 يوليو، وصلت القافلة الإيطالية إلى بنغازي دون عناء.

## المعركة
في ظهيرة يوم 9 يوليو، كان الأسطول على بعد 90 ميلًا (140 كيلومترًا). لم يكن بوسع نائب الأدميرال كونينغهام أن يقلص المسافة لربط سفينتي رويال ومالايا البطيئتين (18 عقدة، 33 كيلو متر/ساعة) مقابل (28 عقدة، 52 كم/ساعة) وأبحر بسفينة وارسبايت فقط. في الوقت ذاته، في تمام الساعة 13:15، انطلق من إيغل العديد من الاستطلاعات الجوية غير الناجحة التي قامت بها طائرة فيري سوردفيش في مواجهة الطرادات الثقيلة الإيطالية، والتي أخذوها من أجل السفن الحربية. في الساعة 13:10، أصدرت القيادة العليا الإيطالية تعليمات لكامبيوني بالاشتباك مع إحدى القوتين العدوتين اللتين تواجهانه، ولكنهم في الواقع خططوا لاتخاذ التدابير على مقربة من إيطاليا واتجهوا نحو الشمال عمدًا لجعل الحلفاء يقتربون من قواتهم الجوية. بحلول الساعة 14:00، نجحت خطط كونينغهام بعزل الأسطول الإيطالي عن تارانتو.